# Martellago
Martellago (Martełago in veneto) è un comune italiano di 21 085 abitanti della città metropolitana di Venezia in Veneto.
Situato alla periferia di Mestre, fa parte del comprensorio del Miranese, insieme ai vicini comuni di Mirano, Spinea, Salzano, Scorzè, Noale e Santa Maria di Sala.
Il suo territorio appartiene all'ULSS 3 Serenissima, al distretto scolastico di Mirano e al collegio elettorale del Miranese. Dal punto di vista ecclesiastico, Martellago è compresa nella diocesi di Treviso e nel vicariato di Mirano.

## Origini del nome
Incerta è l'origine del nome del paese e di conseguenza sono numerose le teorie in proposito: c'è chi vuole il nome derivato da Martis lacus ("lago di Marte") in riferimento a una battaglia combattuta tra le paludi che all'epoca dominavano il paesaggio della zona; altri, come lo storico Francesco Scipione Fapanni, fa derivare il nome dalla famiglia Marzia, e quindi Martellago sarebbe la corruzione di Martii pagus. Un altro storico, Carlo Agnoletti, ravvede nel nome l'antica radice Mad, che indica luoghi paludosi e che si ritrova nei nomi di altre località della zona, come Marteggia, Maerne (il cui antico nome era, appunto, Maderne), Mirano (Midrane), Meolo (Medulo).

## Storia

### Il periodo romano
È accertato che la zona dove ora sorge Martellago sia stata abitata sin dall'età paleoveneta e fosse compresa nell'agro Altinate durante l'epoca romana, come testimoniano alcuni rinvenimenti riguardanti monete, una medaglia dell'imperatore romano Antonino Pio (138-161 d.C.), una lampada funebre e un pozzo circolare risalente al II secolo d.C.
Il pagus di epoca romana era probabilmente situato lungo le rive del fiume Dese ed era dotato di uno scalo sul fiume stesso, nonché sulla Via Castellana.

### Il Medioevo
In seguito alle invasioni barbariche l'insediamento fu abbandonato (anche a causa delle piene del Dese non più regimentato) e nacque il nuovo villaggio intorno alla pieve, la plebs Sancti Stephani de Martellago citata per la prima volta nella bolla apostolica di papa Eugenio III del maggio 1152 e indirizzata a Bonifacio vescovo di Treviso. Quindi spostato più a sud rispetto al pagus, favorevole la vicinanza con la strada Castellana, che tutt'oggi lo attraversa, la quale rappresentava una delle maggiori vie commerciali tra Venezia e l'entroterra. Riguardo all'antica via, risultano molto interessanti i resoconti storici del meriga Valeriano Mericus Zelii plebis de Mestre e di Prosdocimo Mericus Capitis plebis Martellagi con documenti scritti nel 1315 e relativi alla principale strada del territorio. Rivelando preziose indicazioni sulla strada Castellana: “Viam publicam qua appellatur via Imperialis qua incipit versus Bassanum in regula Zellarini et extendit per viam et terrirorium regulam Zelii versus Mestre [...]“ e portando ulteriori conoscenze con una precisa descrizione “1315. Die Sabbati XI Octobris. Prosdocimus [...] Mericus Capitis Plebis Martellagi pro se, et suo Comune [...] In primis unam publicam qua dicitur (Imperialis) venit da regula Scorcedis ad regulam Martellagi, et discurrit at flumen Desii et unum pontem habet super viam per quaritur versus Bassanum, et versus Mestre quam Comune Martellagi debeat [...]“
Però il primo documento scritto relativo al paese di Martellago è del 29 aprile 1085, denominato Codice Eccelinianum e nella cui pubblicazione settecentesca di Rambaldo degli Azzoni Avogaro si evince: "[...] in villa quæ dicitur Martellagum masseritias tres," ed inoltre "[...] silvam unam inter Martellagum et Trivignanum [...]" e riguardava una donazione di masserie e terreni al monastero di Sant'Eufemia di Villanova; ma essendo la pieve "matrice" di altre chiese già nel XII sec. (e precisamente le chiese di Robegano, Maerne, Cappella e Peseggia come traspare dal "Quaternus decimæ generalis impositæ contra Turcos anno 1330"), certamente il villaggio era molto più antico e le sue origini si possono far risalire all'Alto Medioevo. Martellago divenne poi un castello dei Trevigiani amministrato dalla famiglia che venne detta Martellaci proprio per il possesso del castello. Nicolò Mauro nella sua cronologia De Tarvisinorum Gentibus et familiis redatta nel XVI sec., scriveva: "Martellacum castrum olim, nunc Pagus est in Mestrensibus quod olim dominata est nobilis Martellacæ gens, quæ inter Castrenses Tarvisinorum familias fuit connumerata, ex qua Hyeremias vir clarus, qui ad annum 1200 floruit, et Guilielmus ad annum 1300".
L'ubicazione del castello di Martellago (la cui fondazione viene fatta risalire all'epoca dell'invasione degli Ungari) è stata identificata nella località Le Motte: nel dialetto trevigiano e veneto in genere, il termine motte indica piccole alture o rialzi di terreno sia naturali sia di origine antropica come i terrapieni che formavano il circuito intorno a un castello; la suddetta località si trova a sud-ovest rispetto alla chiesa in contrada Bertoldi, nell'omonima strada (via delle Motte) che collega Martellago a Robegano. Il fatto che il castello fosse discosto rispetto al centro e alla strada Castellana testimonia la scarsa importanza rivestita da questo nel sistema difensivo delle terre trevigiane, e infatti il castello fu in seguito abbandonato e cadde in rovina. La potente famiglia Grimani, che in seguito divenne proprietaria del terreno, fece livellare quasi completamente le motte per costruirvi una fornace, e all'inizio del XIX sec. sparì ogni traccia delle motte e quindi della presenza del castello. Al presente, delle antiche testimonianze, resta solo il toponimo ed alcuni interessanti riferimenti nel catasto napoleonico.
Martellago seguì le vicende della Marca sino al 1338, poi con il decreto la Ducale del 1339 emanata dal doge Francesco Dandolo, il paese fu assegnato alla sub Podesteria di Mestre sunt Villæ infrascriptæ, videlicet [...] Martellago… Maderne entrando dunque a far parte della Serenissima Repubblica di Venezia, alla quale sarà ininterrottamente legato sino alla sua caduta avvenuta nel 1797 con l'arrivo delle truppe napoleoniche.

### La Serenissima
A partire dal Cinquecento, la pieve di S. Stefano fu divisa nei quattro colmelli di Martellago, Martellago Sopra Dese, Martellago di Boschi di Cegia, Martellago di Prè. Tra il XVI e il XVIII secolo la campagna di Martellago fu apprezzata da diverse famiglie patrizie veneziane che qui eressero le loro residenze e vivacizzarono il paese con le loro villeggiature estive. Di tutte, sorpassò in ricchezza e splendore quella dei Grimani. Famiglia molto ricca, difatti già nei primi decenni del Settecento, il povero villaggio contadino di Martellago era praticamente proprietà dei nobili Grimani ai quali appartenevano la maggior parte delle terre e quasi tutte le case del paese compresi i due molini sul fiume Dese. Essi infatti, risultavano già di proprietà di Antonio Grimani (1622–1699), Procuratore di San Marco e divenuto in seguito "oratore" cioè ambasciatore a Roma dal 1665 al 1671 e per un breve periodo anche nel 1672. Infatti in un vecchio documento del 1661, precisamente una "redecima" dei X Savi alle Decime di Rialto, si legge «N.H. Antonio Grimani [...] possiede alle Pree, doi rode da molino sopra il fiume Dese, con casa e teza di muro [...]» e ancora «detto possiede nel Comune di Sopra il Dese doi rode da molino con campi cinque prativi con casa e teza di muro»). All'epoca i fondi di proprietà erano davvero pochi, interessante sapere che attorno al 1770, il N.H. Antonio Grimani possedeva da solo ben 860 campi di terra.
Dal 1784 in poi come scrisse lo storico Francesco S. Fapanni: «Da quest'epoca tre generazioni di donne, Patrizie Veneziane, dominarono Martellago.» (Loredana Grimani-Morosini, Elisabetta Morosini-von Gatterburg e Loredana von Gatterburg-Morosini).

### L'età moderna
Con il trattato di Preßburg (Bratislava) del 26 dicembre 1805, il territorio veneto passò al Regno d'Italia di Napoleone I e ad imitazione del modello francese venne diviso in dipartimenti e comuni. In seguito con decreto del Viceré d'Italia, Eugène de Beauharnais del 28 settembre 1806, Martellago con la sua storica frazione Maerne furono riuniti in un unico comune, (inserito nel dipartimento del Tagliamento), la cui sede però venne stabilita a Maerne e Martellago ne divenne la "sezione"; il che rinfocolò la storica rivalità tra le due località: Maerne infatti era da sempre sottoposta all'autorità civile e religiosa di Martellago, pur essendo più grande e popolosa; la "sovrana patente" del 7 aprile 1815 costituiva il Regno Lombardo-Veneto e con l'arrivo degli Austriaci, la sede comunale venne portata invece a Martellago e il comune assunse la denominazione e l'estensione con cui lo conosciamo ancora oggi.

### Simboli
Nel 1954 lo stemma araldico dell'antica famiglia dei Martellaci la cui arma rappresentava un leone rampante lampassato e armato, fu rivendicato dal Comune di Martellago ed inserito nello stemma comunale, concesso, insieme al gonfalone, con decreto del presidente della Repubblica del 9 novembre 1958. L'emblema civico si può blasonare:
Il gonfalone è un drappo partito di azzurro e di giallo.

## Monumenti e luoghi d'interesse

### Architetture civili

#### Ville venete
- Villa Grimani-Morosini Ca' della Nave, è una villa cinquecentesca con annesso parco costruita dalla famiglia veneziana dei Priuli; attorno al 1650 venne poi ceduta alla famiglia Grimani.
- Villa Fapanni-Combi, villa settecentesca a tre piani con timpano sopraelevato, costruita dalla famiglia veneziana dei Corner di San Polo; poi nel 1809 venne venduta da Elisabetta Corner-Morosini Giustinian a Francesco M. Fapanni assieme a 162 campi di terra e relative case coloniche, il tutto per 19.443,80 Lire Italiane come annotava scrupoloso nei suoi appunti Francesco S. Fapanni. Da questo periodo furono avviati considerevoli lavori di ristrutturazione alla villa e terminati verso il 1815. Poi nel 1817 furono erette anche le due adiacenti barchesse su disegno di Andrea Bon di Treviso. Ma solamente dal 1826 la villa verrà abitata, da Agostino Fapanni in primis e per lungo tempo anche dallo storico Francesco Scipione Fapanni.

### Aree naturali
A metà tra gli abitati di Martellago e Maerne si trova il Parco dei Laghetti, grande area verde di 50 ettari gestita dal Comune e dal WWF del miranese. Il parco fu creato sul finire degli anni ottanta (con delibera comunale n. 156/1985), su un'area un tempo adibita a cave di argilla. In seguito venne individuato dalla Comunità Europea come Sito d'Interesse Comunitario IT-3250021 traendo origine dalla direttiva europea n. 43/1992. Si accede al parco attraverso i due ingressi principali: a Nord (Martellago) dal "Viale delle Ninfee", a Sud (Maerne) dal "Viale del Sambuco". Oltre alle ampie aree adibite a bosco e ai lunghi sentieri, il parco è caratterizzato dalla presenza di quattro laghetti eutrofici di profondità variabile derivanti da cave di sabbia ed argilla, i quattro laghetti sono così denominati: "Laghetto delle Folaghe", "Laghetto delle Tartarughe palustri", "Laghetto del Piombín" e "Palude del Xitón". Il parco comprende, inoltre, un ampio prato con giochi per bambini, un centro ristoro. Un centro didattico ambientale, sito sul lato destro della strada appena entrati dall'ingresso nord, è utilizzato da varie associazioni sportive e da centri didattici

## Società

### Evoluzione demografica
Al 31 dicembre 2015 il comune di Martellago contava 21 528 abitanti, di cui 8 352 residenti nel capoluogo Martellago, 7 788 a Maerne e 5 388 a Olmo.
Abitanti censiti

## Cultura

### Biblioteca
La biblioteca civica è nata negli anni ottanta per volontà dell'allora sindaco Giuseppe Tronchin, a cui è stata successivamente dedicata.
Dal 18 settembre 2010 è situata in una nuova sede in Piazza IV Novembre a Maerne strutturata su due piani e consta di circa 30.000 documenti, di cui 19000 libri, 2400 DVD, 1400 cd musicali e oltre 7000 libri per bambini e ragazzi.
Fa parte del Sistema bibliotecario della Città Metropolitana di Venezia.

## Geografia antropica

### Frazioni
- Maerne
- Olmo

## Economia
A Martellago un gruppo di soci nel 1963 fondò la "Banca Santo Stefano credito cooperativo", che nel corso degli anni aprì alcune filiali nei paesi limitrofi. Il primo ottobre 2017 con l'aggregazione della Banca Santo Stefano Credito Cooperativo di Martellago – Venezia alla CentroMarca Banca Credito Cooperativo di Treviso, prese vita la CentroMarca Banca Credito Cooperativo di Treviso e Venezia.

## Infrastrutture e trasporti
Martellago è servita dagli autobus urbani ed extraurbani ACTV i quali, oltre a collegarla col capoluogo del comprensorio, Mirano, con il suo ospedale e le sue scuole superiori, percorrendo la Castellana assicurano i collegamenti con l'area urbana mestrina (Trivignano, Zelarino, Ospedale dell'Angelo, stazione ferroviaria centrale di Mestre e il terminal di Venezia-piazzale Roma). Alcune linee transitano per Maerne e per Olmo.
Nelle immediate vicinanze della frazione Maerne è ubicata la stazione ferroviaria denominata Maerne di Martellago dove fermano tutti i treni della linea Venezia-Bassano.

## Amministrazione

### Sindaci dal 1873 al 1946
| Periodo | Periodo | Primo cittadino       | Partito | Carica      | Note |
| ------- | ------- | --------------------- | ------- | ----------- | ---- |
| 1873    | 1875    | Pietro Berna          |         | Sindaco     |      |
| 1876    | 1882    | Pietro Combi          |         | Sindaco     | 1    |
| 1882    | 1888    | Angelo Barbaro        |         | Sindaco     |      |
| 1888    | 1890    | Alessandro Carraretto |         | Sindaco     |      |
| 1890    | 1905    | Filippo Scarante      |         | Sindaco     |      |
| 1906    | 1911    | Pietro Combi          |         | Sindaco     | 2    |
| 1911    | 1912    | Luigi Tegon           |         | Sindaco     |      |
| 1912    | 1920    | Giordano Trevisan     |         | Sindaco     |      |
| 1920    | 1927    | Aurelio Mazzon        |         | Sindaco     |      |
| 1927    | 07/1943 | Aurelio Mazzon        |         | Podestà     |      |
| 08/1943 | 10/1944 | Arturo Benozzi        |         | Comm. pref. |      |
| 10/1944 | 12/1944 | Eustacchio Mazzoli    |         | Comm. pref. |      |
| 1945    | 1945    | Mario Mazzola         |         | Sindaco     |      |
| 1945    | 1945    | Armando Fabris        |         | Sindaco     |      |
| 1945    | 1946    | Tiburzio Mamprin      |         | Sindaco     |      |

### Sindaci dal 1946
| Nominativo                                           | Nominativo                                        | Partito / Coalizione                              | Periodo                                           | Elezione                                          |
| Sindaci eletti dal Consiglio comunale (1946-1994)    | Sindaci eletti dal Consiglio comunale (1946-1994) | Sindaci eletti dal Consiglio comunale (1946-1994) | Sindaci eletti dal Consiglio comunale (1946-1994) | Sindaci eletti dal Consiglio comunale (1946-1994) |
| ---------------------------------------------------- | ------------------------------------------------- | ------------------------------------------------- | ------------------------------------------------- | ------------------------------------------------- |
|                                                      | Bruno Trevisan                                    | Democrazia Cristiana                              | 1946-1947                                         | 1946                                              |
|                                                      | Leonildo Fabris                                   | Democrazia Cristiana                              | 1947-1951                                         | (1946)                                            |
|                                                      | Luigi Giubilato                                   | Democrazia Cristiana                              | 1951-1953                                         | 1951                                              |
|                                                      | Alfredo Barbiero                                  | Democrazia Cristiana                              | 1953-1965                                         | (1951)                                            |
| 1956                                                 | Alfredo Barbiero                                  | Democrazia Cristiana                              | 1953-1965                                         |                                                   |
| 1960                                                 | Alfredo Barbiero                                  | Democrazia Cristiana                              | 1953-1965                                         |                                                   |
|                                                      | Dino Muffato                                      | Democrazia Cristiana                              | 1965-1968                                         | 1964                                              |
|                                                      | Mario Barato                                      | Democrazia Cristiana                              | 1968-1975                                         | (1964)                                            |
| 1970                                                 | Mario Barato                                      | Democrazia Cristiana                              | 1968-1975                                         |                                                   |
|                                                      | Francesco Gallorini                               | Partito Socialista Italiano                       | 1975-1980                                         | 1975                                              |
|                                                      | Giuseppe Tronchin                                 | Democrazia Cristiana                              | 1980-1985                                         | 1980                                              |
|                                                      | Giorgio Biason                                    | Democrazia Cristiana                              | 1985-1990                                         | 1985                                              |
|                                                      | Enzo Casarin                                      | Partito Socialista Italiano                       | 1990-1991                                         | 1990                                              |
|                                                      | Santo Franco Pesce                                | Partito Socialista Italiano                       | 1991-1993                                         | (1990)                                            |
|                                                      | Marco Stradiotto                                  | Democrazia Cristiana                              | 1993-1994                                         | (1990)                                            |
|                                                      | Giovanni Bardino (Commiss. straordinario)         | -                                                 | 1994                                              | -                                                 |
| Sindaci eletti direttamente dai cittadini (dal 1994) |                                                   |                                                   |                                                   |                                                   |
|                                                      | Marco Stradiotto                                  | Grande coalizione                                 | 1994-2003                                         | 1994                                              |
|                                                      | Marco Stradiotto                                  | Centro-sinistra                                   | 1994-2003                                         | 1998                                              |
|                                                      | Giovanni Brunello                                 | Centro-sinistra                                   | 2003-2013                                         | 2003                                              |
| 2008                                                 | Giovanni Brunello                                 | Centro-sinistra                                   | 2003-2013                                         |                                                   |
|                                                      | Monica Barbiero                                   | Centro-sinistra                                   | 2013-2018                                         | 2013                                              |
|                                                      | Andrea Saccarola                                  | Centro-destra                                     | 2018-in carica                                    | 2018                                              |
| 2023                                                 | Andrea Saccarola                                  | Centro-destra                                     | 2018-in carica                                    |                                                   |